# 下野國
下野國（日语：〔〕／ Shimotsukenokuni */?），日本古代的令制國之一，屬東山道，又稱野州。下野國的領域大約為現在的栃木縣。

## 郡
- 足利郡（日语：足利郡）
- 梁田郡
- 安蘇郡
- 都賀郡
- 寒川郡
- 河内郡
- 芳賀郡
- 塩谷郡
- 那須郡

## 相關項目
- 毛野國
- 日本令制國列表